# Angel's Feather
Angel's Feather (エンジェルズフェザー Enjeruzu Fezā?) es una franquicia de novelas visuales japonesa de género yaoi, inicialmente desarrollada por BlueImpact y lanzada por primera vez el 25 de abril de 2003 para formato PC. Más adelante, fue lanzada una versión para PlayStation 2 por HuneX, bajo el título de Angel's Feather: Kuro no Zanei. El juego contó con diseño de personajes de Kazue Yamamoto. En 2006, Angel's Feather fue adaptada a un OVA de dos partes producido y animado por Studio Venet. En 2007, Media Blasters licenció los OVAs para su lanzamiento en Estados Unidos.

## Argumento
Angel's Feather se centra en Shō Hamura, un muchacho que es transferido a la Academia Yuusei. Allí comenzará a descubrir la verdad detrás de su pasado y se encontrará con su hermano gemelo perdido, Kai (aunque ambos tienen el mismo nombre, se les hace referencia de manera diferente). También retrata la relación romántica entre Kai y quien es su supuesto mejor amigo, Nagi Uesugi.

## Personajes

### Principales
Shō Hamura (羽村 翔 Hamura Shō?)
Voz por: Kappei Yamaguchi
Es el hermano gemelo mayor de Kai, a pesar de aparentar ser más joven que este. Llegó a la Academia Yuusei para hombres como estudiante transferido de deportes. Al enterarse de que su gemelo perdido, Kai, se encontraba en la misma escuela fue en su búsqueda, solo para descubrir que Kai se ha olvidado completamente de él. Shō fue adoptado por una familia adinerada, pero desafortunadamente sus padres murieron en un accidente. A pesar de esta tragedia, se muestra feliz y amigable. Se convierte en el líder del equipo de kendō, además de ser el príncipe del reino de Winfield. 
Kai Misonou (御園生 櫂 Misonou Kai?)
Voz por: Hikaru Midorikawa
Es el hermano gemelo menor de Shō. Kai posee recuerdos borrosos de la época en la que ambos hermanos vivían en un orfanato, antes de que fuera adoptado por una familia adinerada que administra el combinado Misonou. Lo que hizo que Kai se olvidara de Shō es que este le pidió que se olvidara por completo de él para evitar que Kai se entristeciera a la hora despedirse de su amado gemelo. Kai se encuentra en una relación con su mejor amigo, Nagi, y también es el príncipe del reino de Winfield, por lo que tiene las mismas alas blancas que su hermano, y pelea usando magia. 
Christopher Ousaka (大須 クリストファー Ousaka Kurisutofā?)
Voz por: Chihiro Suzuki
Christopher, apodado Chris, es el primo paterno de Shō y Kai. Chris es el príncipe heredero del reino de Winfield y, al igual que sus primos, tiene alas blanca. Posteriormente escapa de Winfield con Sena y Shion. Su cumpleaños es el 12 de octubre.
Naoto Aoki (青木 直人 Aoki Naoto?)
Voz por: Daisuke Kishio
Naoto es el mejor amigo de Shō, a quien conoció mucho antes de que este se trasladase a la Academia Yuusei. También asiste al club de kendō con este. Más adelante, se revela que tiene un par de alas negras, lo que lo hace el enemigo de Shō y los demás. Shō se muestra muy herido al perder a su mejor amigo.
Nagi Uesugi (上杉 凪 Uesugi Nagi?)
Voz por: Takurou Nakakuni
Nagi es el "único amigo" de Kai y con quien tiene una relación amorosa. Jura proteger a Kai de cualquiera que se atreva a lastimarlo, juramento que le llevó a odiar a Shō por haber herido a Kai. Aparentemente muere tras proteger a Kai de un ataque propio que liberó al ser controlado por Ran. Nagi fue posteriormente revivido como un ángel de alas negras.

### Secundarios
Yūto Nakajyō (中条 祐翔 Nakajyō Yūto?)
Voz por: Wataru Hatano
Es el líder de los dormitorios de la escuela, quien constantemente se preocupa por los ocupantes de estos. También tiene habilidades especiales que le permiten ver el deseo de Nagi de proteger a Kai.
Anri Chikura (力 アンリ Chikura Anri?)
Voz por: Kōki Miyata
Es un amigo de Shō, quien continuamente repite todas las palabras que dice al menos tres veces. A pesar de ser alguien de buen corazón, no es muy brillante. Puede tocar la flauta para curar heridas. Es posible que Anri sea un primo lejano de Shō, Kai y Chris debido a sus pequeñas alas blancas.
Sena Mizuochi (水落 瀬名 Mizuochi Sena?)
Voz por: Yasunori Masutani
Sena es un soldado del reino de Winfield y uno de los protectores de Chris. También actúa como consejero del club de tiro en la Academia Yuusei. A menudo se ve un pájaro azul con él.
Shion Tōdō (東堂 紫苑 Tōdō Shion?)
Voz por: Hirotaka Suzuoki
Es el oficial al mando de la guardia imperial de Winfield y otro de los protectores de Chris. También actúa como maestro en la academia.
Reiya Wakabayashi (若林 伶哉 Wakabayashi Reiya?)
Voz por: Kazuhiko Inoue
Es el comandante de las Alas Negras, así como también el director de la escuela. Reiya es quien controla a Kai como un títere. Su amante y criado de confianza es Ran.
Ran Sakakibara (榊原 らん Sakakibara Ran?)
Voz por: Jūrōta Kosugi
Es el maestro de la clase de Kai. También es un alas negras y amante de Reiya.

## Media

### OVA
Los OVAs fueron dirigidos por Yasuhiro Kuroda, escritos por Akiko Horii y producidos por Studio Venet. La primera parte fue estrenada el 4 de abril de 2006, mientras que la segunda lo fue el 26 de mayo de ese mismo año. El tema de apertura es "Rock Star" interpretado por Tetsuya Kakihara y Wataru Hatano, siendo el tema de cierre "Last Song", interpretado por Hideo Ishikawa y Chihiro Suzuki.